# Somlóvecse
Somlóvecse là một thị trấn thuộc hạt Veszprém, Hungary. Thị trấn này có diện tích 4,93 km², dân số năm 2010 là 107 người, mật độ 22 người/km².